# محمد بن القاسم المهدي بالله
المهدي بالله محمد بن القاسم بن حمود (المتوفي في عام 440 هـ) مؤسس طائفة الجزيرة الخضراء في عهد ملوك الطوائف، وابن خليفة قرطبة القاسم بن حمود.

## حياته
لم يذكر المؤرخون عن نشأته شيئًا، وكان أول ذكره حين طرده أهل إشبيلية من مدينتهم هو وأخيه الحسن بعد أن خلع أهل قرطبة أبيه القاسم من الخلافة عام 414 هـ، حيث لجأ مع أبيه إلى بلدة شريش، ثم حاصرهم ابن عمه يحيى المعتلي بالله إلى أن استسلموا له، فحملهم في قيودهم إلى مالقة. نقل يحيى ابني عمه إلى الجزيرة الخضراء، وأوكل مهمة اعتقالهما إلى رجل من المغاربة يعرف بأبي الحجاج. وفي عام 427 هـ، حين بلغ أبي الحجاج خبر مقتل يحيى المعتلي بالله، جمع من كان في الجزيرة من المغاربة والعبيد السود، وأخرج محمد والحسن ابني القاسم بن حمود، وبايعوا محمد على الطاعة، لتتأسس بذلك طائفة الجزيرة الخضراء.
في عام 434 هـ، حين استولى نجاء الصقلبي على حكم طائفة مالقة، حاول نجاء غزو الجزيرة الخضراء، فحاربها أيام، ثم أحس بفتور نية من معه، فرجع إلى مالقة. وفي عام 439 هـ، اجتمع أربعة من زعماء البربر الخاضعين لسلطان طائفة مالقة، وهم إسحاق بن محمد بن عبد الله البرزالي صاحب قرمونة ومحمد بن نوح الدمري صاحب مورور وعبدون بن خزرون صاحب أركش وباديس بن حبوس صاحب غرناطة وبايعوه بالخلافة وتلقّب بالمهدي بالله للتخلص من إساءة محمد بن إدريس المهدي بالله حاكم مالقة لهم، ووعدوه بمناصرته، فسار إليهم وأقاموا معه أيامًا على حصار مالقة، ثم تفرقوا عنه، فرجع محمد إلى الجزيرة ومات بعد أيام كمدًا عام 440 هـ.